# Bazilica paleocreștină cu criptă din Niculițel
Bazilica paleocreștină cu criptă din Niculițel este un monument istoric aflat pe teritoriul satului Niculițel, comuna Niculițel.
Monumentul a fost descoperit întâmplător, în primăvara anului 1971, după ce o serie de ploi torențiale a provocat dezvelirea unei porțiuni din cupola criptei, într-o zonă locuită și la intersecția unor căi de acces. Se găsește la circa 10 km de Castrul roman Noviodunum